# Пневматичні флотаційні машини
Пневматичні флотаційні машини — флотаційні машини з пневматичним способом аерації пульпи.

## Загальний опис
У пневматичних флотаційних машинах аерація і перемішування пульпи здійснюється стисненим повітрям. Основним способом диспергування повітря і аерації пульпи у машинах пневматичного типу є створення бульбашок при проходженні повітря крізь пористі перегородки (тканини, пориста гума, пориста кераміка і ін.).
Перевагами флотомашин пневматичного типу є простота конструкції; відсутність деталей і вузлів, які швидко обертаються і швидко зношуються; мала металомісткість; зручність експлуатації. Недоліки цих машин полягають у необхідності застосовувати повітродувки і компресори для подачі повітря і насоси для перекачки промпродуктів; обмеженості застосування (тільки в простих флотаційних схемах).

## Різновиди конструкцій
- Аероліфтна флотаційна машина з неглибокою і глибокою ванною
- Колонна флотаційна машина. Вітчизняна флотаційна машина типу ФППМ-20 — різновид машин колонного типу.
- Флотаційна машина пінної сепарації

## Технічні характеристики флотаційних машин ФП та пінної сепарації

Технічні характеристики флотаційних машин ФП
Технічні характеристики машин пінної сепарації